# Кизик
Кизик (грч. οικος, лат. Cyzicus) је древни град у Малој Азији, у историјској регији Мизија, казније познат и као Хелеспонт. Налази се на полуострву Капу-Даг (Арктонесус), које је у давна времена (наводно) било острво, али је вештачким путем повезано са копном.

## Историја града
Град је по легенди основали Тесалијски Пелазги, у складу са традицијом о Аргонаутима, да би основао нови град на месту њиховог слетања. Касније у подручју Кизика формирао се велики број Милетских колонија.
У 6. веку п. н. е. градом је владао тиранин Аристагора, покоравајући се персијским краљевима.
Због своје повољне позиције, град се брзо обогатио и развио. Златници Кизика су неко време постали главна валута у античком свету.
Током Пелопонеског рата (431–404. п. н. е.) Кизик је био потчињен Атини и Спарти. У морској бици код Кизика 410. п. н. е. Атинске снаге су потпуно уништиле Спартанску флоту. 387. п. н. е. град је пао под власт Персијског царства. Међутим, Александар Македонски 334. п. н. е. ослободио је Кизик од Персијанаца.
У првој половини 4. века п. н. е. изванредни грчки математичар и астроном Еудокс се преселио из Атине у Кизик и тамо основао своју школу.
Римски цар Тиберије припојио је Кизик својим поседима, поставивши га средиштем провинције Мизије, и мења му име у Хелеспонт. Мало касније, Кизик је постао један од највећих и најнапреднијих градова древног света. У 1. веку наше ере у њему је рођен песник Аутомедон.
Према легенди, крајем 3. века у Кизику је погубљено 9 хришћанских проповедника - Теогнид, Руф, Антипатер, Феостик, Артом, Магн, Теодот, Фавмасије и Филемон, који су сви касније канонизовани у лику светих мученика.
Од 443. године, град је проживео многе земљотресе (последњи од 1063. године); место и сам град су почели да се празне, становништво се преселило у друга подручја.
Кизик су привремено заробили Арапи 675. године. Године 1081. град су заузели Турци Селџуци, али су након 15 година потпуно протерани.
У време Отоманског царства, територија која је граничила са бившим градом била је укључена у покрајину Бурса.

## Знаменитости
Локалитет између мочвара Балкиз Сераи је познат као Бал-Киз и потпуно је ненасељен. Најзначајнији остаци града су прилично добро видљиви зидови из 4. века п. н. е. Темељи колосалног храма цара Хадриана, рушевине античког римског водовода и огромног амфитеатра такође се налазе тамо.